# Temple (série de televisão)
Temple é uma série de televisão da Sky One e é uma adaptação da série de televisão norueguesa Valkyrien, que foi ao ar em 2019. Estrelado por Mark Strong, Carice van Houten e Daniel Mays, foi comissionado em 23 de agosto de 2018. A série foi renovada para uma segunda temporada.
Em 13 de fevereiro de 2020, foi anunciado que a série estreará nos Estados Unidos em 9 de março de 2020 no Spectrum.